# Чарлс Робин
Чарлс Робин (фр. Charles-Philippe Robin, Jasseron, департеман Ен 4. јун 1821 — 6. октобар 1885, Jasseron) био је Француски анатом, биолог и хистолог.

## Епоними
У медицини, као епоними, изведени из имена Чарлса Робина наводе се следећи појмови:
Шарко-Робинов кристал (енгл. Charcot-Robin’s crystals, Charcot-Leyden-crystals) — безбојни, шестоугаони, дуплих кракова, кристали Фосфата који се могу наћи у спутуму (испљувку) болесника са бронхијалном астмом или у столици код амеабоидног и улцерозног колитиса.
Робинов простор (енгл. Robin's space) — анатомски, периваскуларни лимфни простор између крвних судова централног нервног система и периваскуларне мемберне глије, који комуницира са субарахноидним простором.

## Живот и дело
Чарлс Робин рођен је (4. јун 1821. године у Jasseron-у, департеману Ен, у источном француском региону, у породици Робин, од оца Робина, богатог буржуја и мајке, Аделаиде, девојачко Тарди (Adelaide Tardy), пореклом из породице лекара. Током школовања у интернату у Menestruel-у, у близини Poncin-а, несрећним случајем Чарлс је изгубио око, док се играо са својим колегама студентима. Због тога је морао да носи стаклену протезу, а монокуларним вид (или вид на једном оку) можда је имао пресудну улогу, за каснију Чарсову склоност за рад са монокуларним микроскопом.
По окончању класичних студија на колеџу Ројал у Лиону, Робин је 1838. године уписао Медицински факултет у Паризу. Од почетка медицинских студија, анатомија и биолошка истраживања много више су привлачила Робина у односу на изучавање клиничких области медицине. 
Године 1845., док је још био студент, Робин је са Херманом Лебертом (Hermann Lebert, 1813 —1878), путовао обалом Нормандије и посећивао Каналска острва како би прикупио узораке за Орфилов музеј компаративне анатомије (Musée Orfila-Mathéo-José-Bonaventure Orfila, 1787−1853) у Паризу. Након ових путовања и спроведних истраживања Робин је у сарадњи са Лебертом, објавио низ белешки о темама као што су лимфни и венски систем морских животиња, репродуктивни механизам лигње, компаративна анатомија гениталија, структурни елементи фибропластичног ткива, и морфологија различитих животињских и биљних паразита (1845−1846).
Робин је стекао звање лекара, 31. августа 1946. године, након успешне одбране теме; Топографска анатомија препонске области. У 1847. Чарлс Робин је одбранио два тезе за стицање звања доктора природних наука: Оригинална и важна зоолошка истраживања електричних органа раже, Биолошка испитивања паразитских израслина код човека и животиња. 
Робин је био први истраживач који је описа гљивицу кандиду албиканс (лат. Candida albicans) и објасни да је кандидијаза паразитоза изазвана микроскопорама ове гљиве.
Робинова иницијална истраживања све време имала су два стално присутна обележја, вешто коришћење микроскопа и компаративни приступ предмету истраживања. 
Робин је био и водећи заговорник, свога времена, за оснивање Француског удружења за биологију; и заједно са, Клод Бернаром (1813−1878) и Чарлс-Едуард Бровн-Секуардом (1817−1894), своје прве активности на оснивању удружења реализовао је 1848. године. На првом састанку овог друштва Робин је представио своје мемоаре под називом фр. . Овим делом Чарл Робин поставио је основе позитивистичке биологије, што је касније имало значајан утицај на даљи развој физиолошких, медицинских и зоолошких истраживања у Француској.
Чарл Робин изборан је за члана Француске Академији наука, 15. јануара 1866. године. Међутим политика, којом се све више бавио, настава, и административни послови све више су га одвлачили од научних истраживањима. 
Током Француско-пруског рата био је на дужности директора војне санитетске службе, а 1873. године, именован је за директор Лабораторије за морску зоологију у Конкарноу у Бретањи.
Иако је Робин својим микроскопским истраживања дао вредан допринос науци, а његова концепција опште анатомије се кроз одређени историјски период користи као прелаз између Bichat-ове хистологија и ћелијске биологије, о његовом допринсу науци и идејама из последњег периода његовог живот, не могу се изрећи славопеви. Наиме, он се успротивио; Вирховој ћелијској патологији (одбијајући да прихвати модерне хистолошке методе бојења препарата), и Пастеровим микробиолошким открићима. Када је објављено Робиново животно дело, Анатомија и физиологија ћелије, 1873. године, чак и његови ученици су га напустили, јер Робиново учење више није одражавало савремену научну мисао.
Како није био ожењен, скромано је живео, потпуно посвећен послу. Био је сјајан, али императивна учитељ. Био је и медицински саветник многим француским писцима. Умро је 6. октобра 1885. године у 64. години живота, у истом граду у коме је и рођен.